# Empresa de Transportes Colectivos del Estado

ETCE: fiancata del filobus Pullman-Standard n. 814 (disegno)

La Empresa de Transportes Colectivos del Estado, spesso abbreviata con ETC del E, era l'azienda statale cilena incaricata di svolgere, tra il 1953 ed il 1981, il servizio di trasporto pubblico nelle città di Santiago, Valparaíso e Viña del Mar.

## Storia
Creata con Legge n. 54 del 2 maggio 1953, sostituì nelle sue funzioni la precedente Empresa Nacional de Transportes Colectivos S.A. (ENT) istituita, a sua volta, con Legge n. 8.132 del 17 luglio 1945. Dall'anno di fondazione al 1974 l'"ETC del E" dipendeva dal Ministero dell'Economia, mentre successivamente e sino al 1981 fu controllata dal Ministero dei Trasporti e Telecomunicazioni.
In conseguenza del colpo di Stato militare dell'11 settembre 1973, vi furono limitazioni sulle linee e sui percorsi precedentemente approvati. La società viene smantellata con Decreto legge n. 3.659 del 30 novembre 1981 e la flotta venduta all'asta.
Successivamente il servizio fu svolto dalla Empresa de Transportes Colectivos Eléctricos (ETCE)

## Esercizio
L'azienda gestiva autolinee, tranvie e, unico caso in tutto il Cile,
filovie.

### Autobus
L'azienda ereditò dalla gestione precedente autobus a marchio Twin Coach (1947), REO
(1947), Leyland (1952) e Berliet (1953) a cui si aggiunsero le nuove commesse fatte dalla nuova società:
- OM Super Taurus (1957)
- Mitsubishi Fuso R12 (1956)
- Pegaso 5022 (1965, 1967 e 1970)
- Mercedes-Benz O362 (1972).

### Filobus
Tutto il parco aziendale derivava dalla precedente gestione:
- Santiago del Cile
  - 100 Pullman-Standard, serie 800 (1946)
  - 100 Vétra (1952)
- Valparaíso
  - 30 Pullman-Standard, serie 700 (1952)

### Tram
Al momento della costituzione dell'"ECT del E" solo Santiago disponeva ancora di tram: l'ultimo circolò il 21 febbraio 1959, poiché si era stabilita la sua sostituzione col filobus.